# NGC 7574
NGC 7574 је спирална галаксија у сазвежђу Пегаз која се налази на NGC листи објеката дубоког неба.
Деклинација објекта је + 24° 29' 50" а ректасцензија 23h 16m 24,9s. Привидна величина (магнитуда) објекта NGC 7574 износи 13,6 а фотографска магнитуда 14,5. Налази се на удаљености од 113,540 милиона парсека од Сунца. NGC 7574 је још познат и под ознакама NGC 7568, UGC 12469, CGCG 475-58, PGC 70892.